# Trento
Trento (česky Trident, německy  Trient latinsky Tridentum) je hlavní město nejseverněji položeného italského regionu Tridentsko-Horní Adiže. Leží při hlavní severojižní komunikaci mezi Bolzanem a Veronou, střed je v údolí řeky Adiže v nadmořské výšce 194 metrů, další čtvrti v horách na svazích Alp. Žije zde přibližně 118 tisíc obyvatel. Trento je sídlem arcibiskupství a univerzity s přibližně 15 000 studenty. Podle hospodářských novin Il Sole 24 Ore bylo Trento roku 2007 vyhlášeno městem s nejzdravějším životním prostředím v Itálii. Od středověku má politické a náboženské styky s českými zeměmi. V letech 1545–1563 se zde konal Tridentský koncil.

## Historie

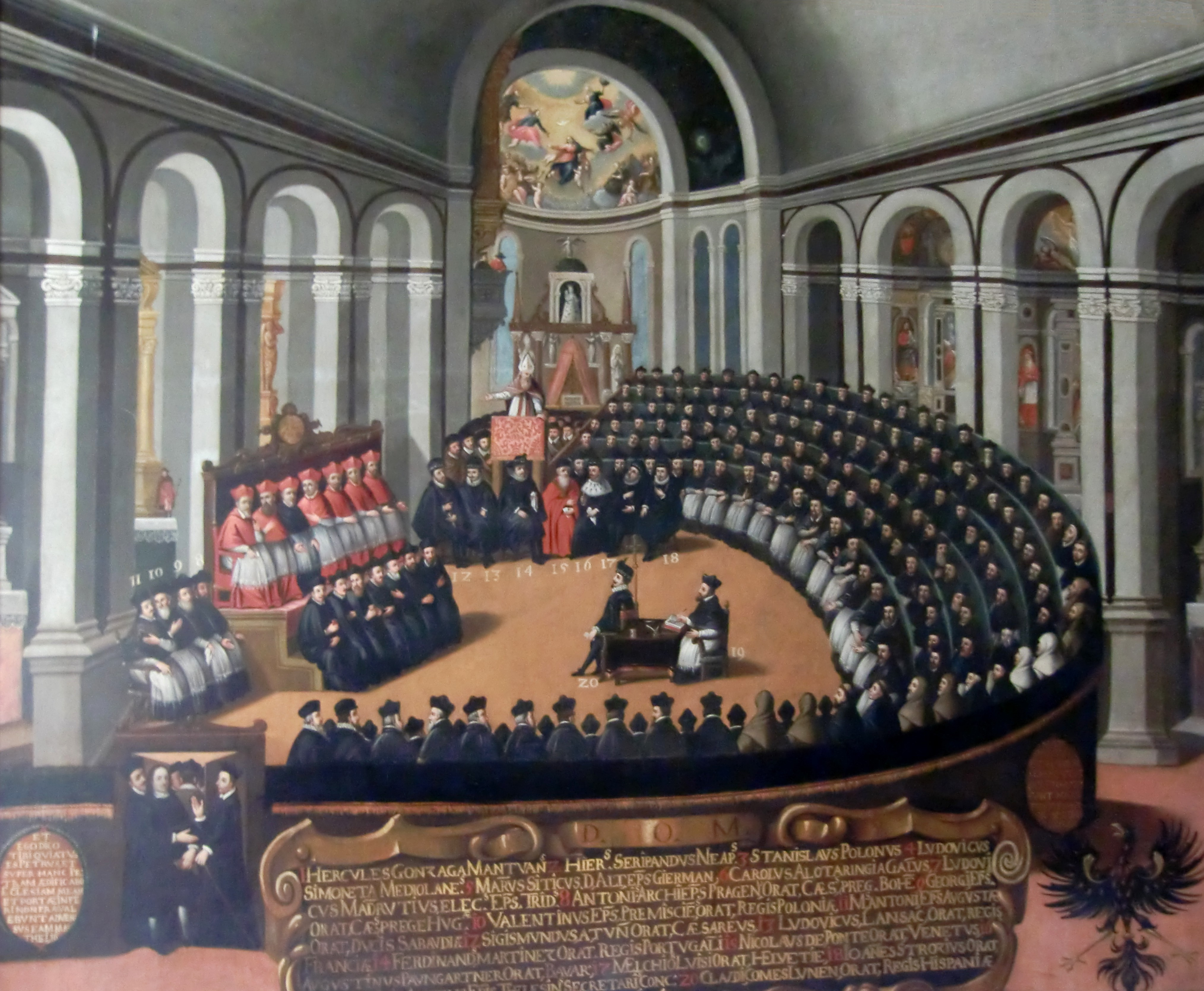
Tridentský koncil, malba

Údolí Adiže od Tridentu po Bolzano bylo od pravěku nepřetržitě osídleno, přes Brennerský průsmyk a Reschenský průsmyk tvořilo důležitou dopravní spojnici se Záalpím. Oppidum v Tridentu založili Keltové. Jako důležité strategické místo na cestě z Innsbrucku do Verony je dobyli Římané, vybudovali město a pojmenovali je Tridentum podle tří stříbronosných hor. Latinsky tridentum znamená "trojzub", tyto hory se dodnes nazývají Doss Trento, Sant'Agata a San Rocco. Na stěně radnice se dochoval gotický nápis "Montes argentum mihi dant nomenque Tridentum" (Hory mi dávají stříbro i jméno Trident), připisovaný mnichu Fra Bartolommeovi da Trento, který zemřel roku 1251.
Již z období římské antiky se dochovala kamenná architektura, vítězná brána císaře Augusta, základové zdivo dómské baziliky a amfiteátru.
Po pádu Západořímské říše roku 476 město trpělo nájezdy germánských kmenů Ostrogótů, Lombardů a Franků a také Byzantinců. Panství se stabilizovalo až pod vládou římského císaře otonské dynastie Jindřicha II., který roku 1004 město opevnil a učinil sídlem biskupů (Tridentská biskupská kapitula). Roku 1027 císař Konrád II. Sálský udělil městu pečeť s emblémem, který přetrval jako jeho symbol osm století. Od této doby je také dominantou města biskupská katedrála svatého Vigilia. Další monumentální stavbou je biskupský hrad Buonconsiglio, dnes sídlo dvou muzeí.
Kolem roku 1200 se Trident stal důležitým centrem těžby stříbra, zejména z hory Monte Calisio (Khalisperg), a kníže biskup Federico Wanga vydal první horní kodex Alpského regionu.

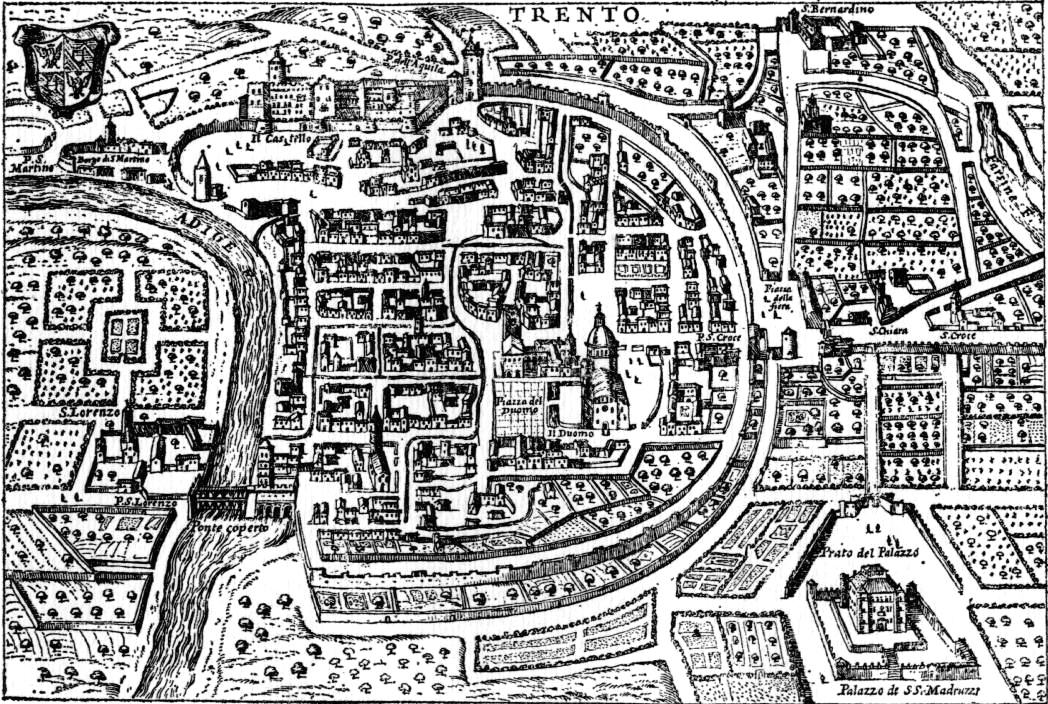
Mapa Trenta 18. st., dřevoryt

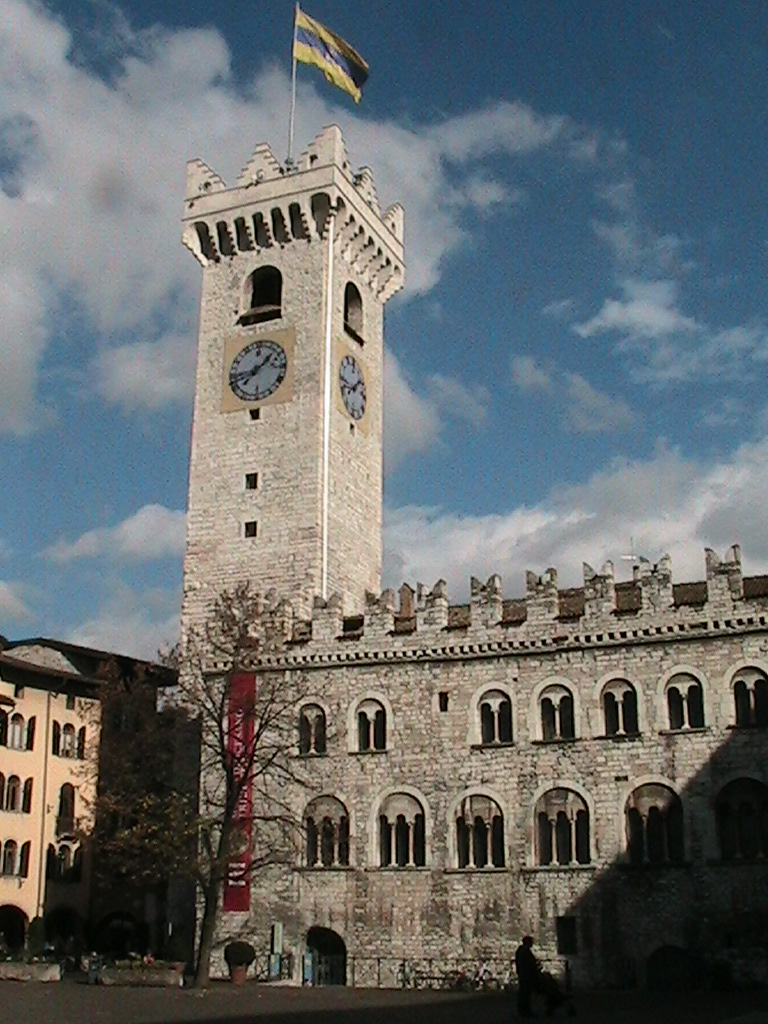
Palazzo Pretorio (radnice)

Roku 1407 tridentská šlechta a měšťané revoltovali proti biskupovi Jiřímu z Lichtenštejna, který své panství spravoval v letech 1390–1419 v kulturních a politických stycích s českými zeměmi. Vzbouřence proti církevní správě podpořili také venkované z ostatních částí regionu Trentino, v čele s tyrolským knížetem Fridrichem IV.
Celoevropský historický význam pro dějiny katolické církve má Tridentský koncil, konaný v letech 1545 až 1563, který ustanovil náboženská dogmata a předpisy protireformace. Ve dvou desetiletích, kdy koncil trval, se město stalo nejvýznamnějším centrem katolické Evropy a doznalo velkého stavebního rozvoje, zejména chrámové a palácové architektury stylu renesance. Trident byl sídlem biskupů – duchovních knížat, kteří ve svých rukou soustřeďovali také světskou moc, a patřili mezi hlavní stavebníky města. O mecenát umění se zasloužili především dva kardinálové, Bernardo Clesio a Cristoforo Madruzzo. Asi od roku 1700 bylo centrum města urbanisticky sjednoceno a dobudováno ve stylu baroka.
Autonomie biskupského města a biskupství skončila roku 1796 obsazením města vojskem Napoleona Bonaparta, který město roku 1806 připojil k Italskému království pod vládou svého bratra Josefa Bonaparta. Většina území byla roku 1815 anektována Rakouským císařstvím, pozdějším Rakouskem-Uherskem. Trident se stal sídlem místodržitelství pro Vlašské Tyrolsko („Il Trentino“). V 19. století začal rozvoj technických úprav krajiny, především přeložením toku řeky Adiže v roce 1858 a roku 1859 stavbou brennerské železnice pod nejvýše položeným průsmykem v Alpách. Městská architektura se proměnila novostavbami mnohopatrových správních budov a hotelů.
Po ztrátách Lombardie a Benátska s přilehlými pevnostmi čtyř měst (Mantova, Peschiera, Verona a Legnano), zůstala jižní hranice Rakouska-Uherska nechráněná. Proto v obavě z italského vojenského vpádu začala počátkem 70. let 19. století výstavba tridentské městské pevnosti.
Za první světové války v letech 1915 až 1918 byla pevnost Trident s opevňovacím systémem fortifikací, střílen, podzemních chodeb a skladů využita naposledy. Po skončení války připadlo město, stejně jako celý region, na základě smlouvy ze Saint-Germain Italskému království. Roku 1943 Benito Mussolini obsadil provincie Tridentsko, Jižní Tyrolsko a Belluno a připojil je k fašistické republice. Počátkem května 1945 se Trident stal místem tuhých bojů s Němci, tzv. Operace Alpenvorland. Ještě 2. května 1945, v den kapitulace wehrmachtu v severní Itálii, Trident zažil silné bombardování.

## Městské symboly

### Znak
Znak města Tridentu, jak je popsán v Decreto di riconoscimento ze 6. května 1930, představuje černá rozpřažená orlice, se zlatým zobákem, zbrojí a zlatými trojlístky na obou křídlech, s červeným jazykem, opředená červenými plamínky. Svatováclavská plamenná orlice, která v průběhu staletí doznala některých změn oproti přemyslovskému originálu, je oficiálním znakem města Tridentu od roku 1407 (rok povstání Rodolfa Belenzaniho). Z textu o udělení znaku sv. Václava biskupovi a tridentské diecézi lze vyčíst, že český král Jan Lucemburský daroval symbol městu o mnoho let dříve, konkrétně v Prešpurku léta Páně 1339. Pouhé tři roky před tím, roku 1336, se český korunní princ Karel, nejstarší syn krále Jana Lucemburského, usadil na hlavním hradě Tirol místo mladšího bratra, jenž se roku 1330 oženil s tyrolskou hraběnkou Markétou Pyskatou. Princ Karel s sebou přivezl kancléře Mikuláše Brněnského, jenž byl roku 1338 díky vlivné podpoře krále Jana jmenován biskupem tridentským. Tímto způsobem si mohl český král zajistit naprostou věrnost a loajalitu Tridentského knížecího biskupství. Dne 9. srpna 1339 král Jan udělil Mikuláši a jeho následníkům na kníže-biskupském stolci svatého Vigila jako odměnu za věrnost a přátelství, orlici svatého Václava.

### Vlajka
Vlajka je tvořena třemi vodorovnými pruhy, vnější jsou žluté a prostřední modrý, ve středu se znakem města – bílým štítem nesoucím černou svatováclavskou plamennou orlici s roztaženými křídly, obklopenou plamínky.

### Korouhev
Korouhev města Tridentu sestává z bílého plátna, v jehož středu spočívá plamenná orlice svatého Václava. Pod ní se nachází nápis psaný kapitálkami: „COMUNE DI TRENTO“.

## Památky

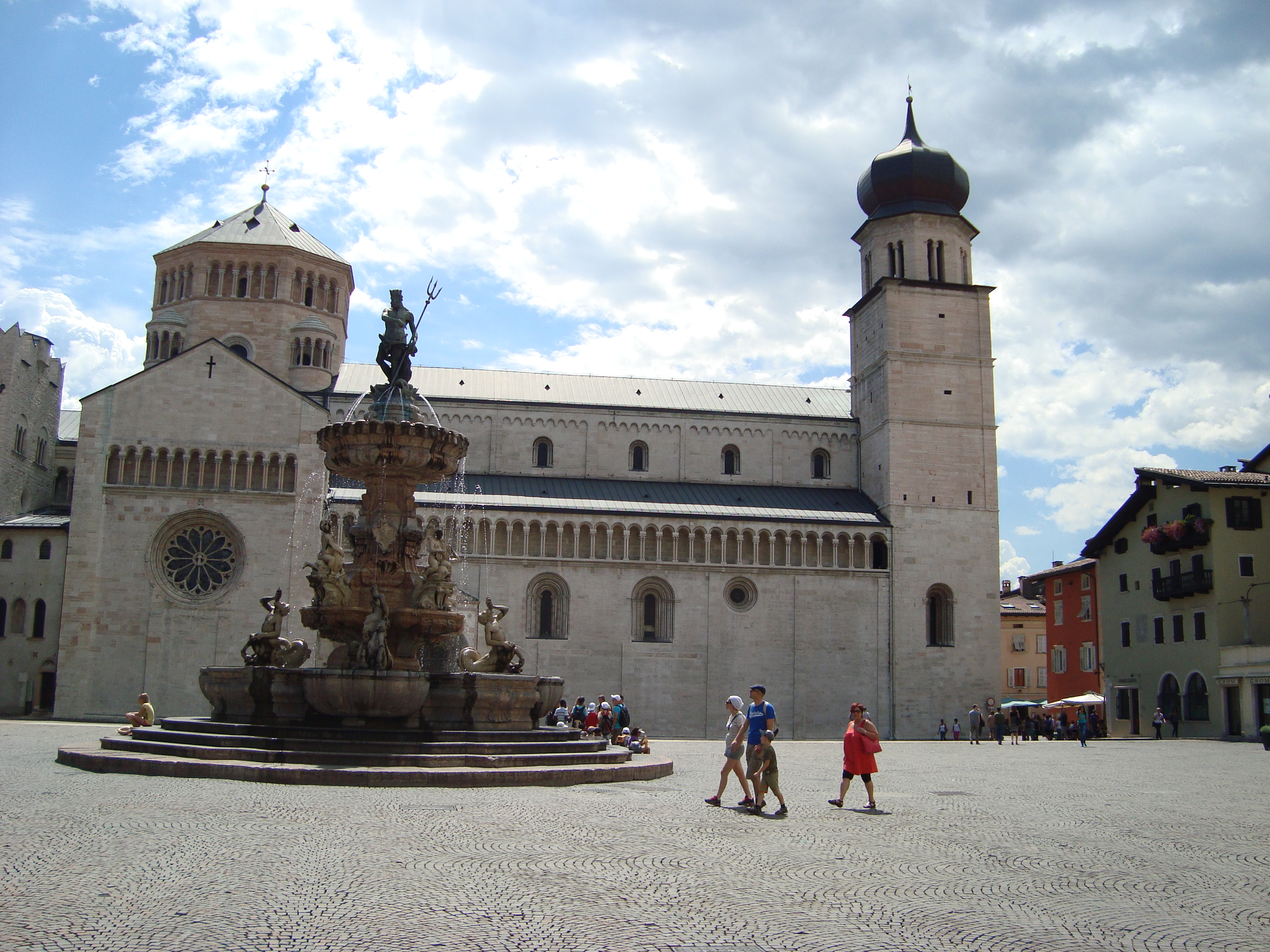
Dóm San Vigilio a Neptunova kašna

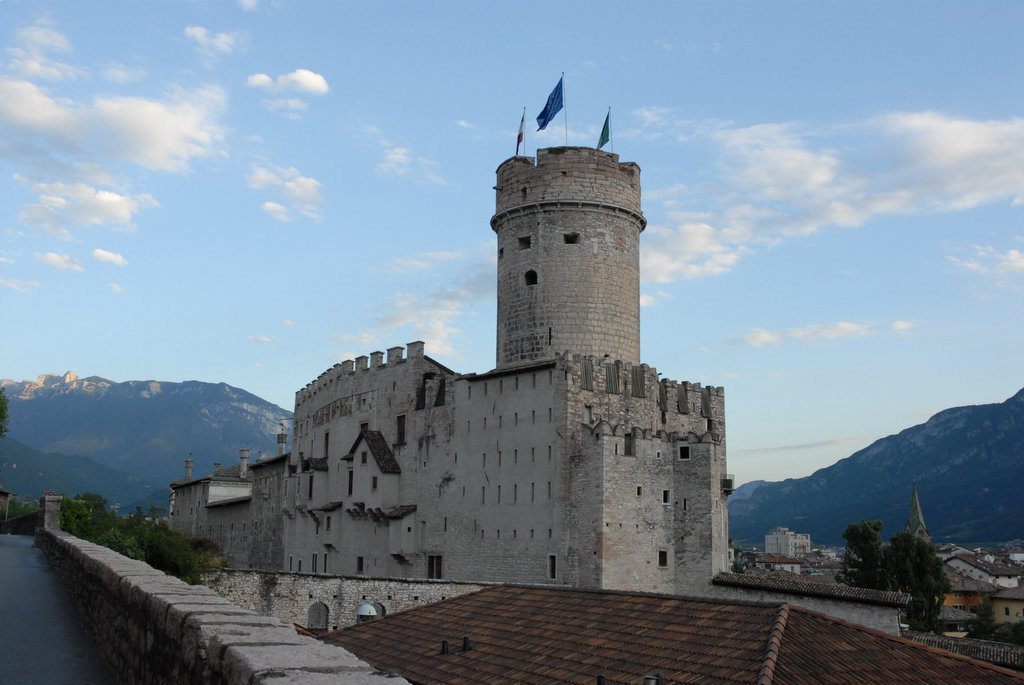
Hrad Buonconsiglio

- katedrála (dóm) svatého Vigilia, trojlodní románská bazilika s osmibokou kupolí nad křížením, v interiéru dochováno římské zdivo (krypta, sloupy) a části dvojího románského schodiště na ochoz; několikrát byla místem jednání tridentského koncilu.
- Neptunova kašna – s bronzovou renesanční sochou, na Dómském náměstí
- Biskupský hrad Castello del Buonconsiglio, gotická stavba z kamenného kvádříkového zdiva s válcovou obytnou věží Torre d'Aquila, v níž dal kníže-biskup Jiří z Lichtenštejna vymalovat cyklus fresek Dvanáct měsíců. Dnes zde sídlí muzeum.
- kostel Santa Maria Maggiore (Panny Marie Sněžné), kolem roku 1520 vystavěl architekt Antonio Medaglia; sídlo přípravné kongregace tridentského koncilu
- kostel sv. Petra a Pavla, románská stavba ze 12. století na místě římského amfiteátru a kaple, neogotická fasáda z let 1848–1850
- sv. Apolináře, románsko-gotická stavba na úpatí kopce Doss Trento
- sv. Vavřince, barokní stavba s románskou apsidou ze 12. století
- sv. Františka Xaverského, vrcholně barokní jezuitský chrám na via R. Belenzani; navrhl jezuitský architekt Andrea Pozzo roku 1711
- strážní Zelená věž Torre Verde na řece Adiži; biskupské vězení, v němž byli vězni ponořováni do vody
- Palazzo delle Albere, renesanční vila rodiny Madruzzo z doby kolem roku 1550, dnes sídlo Muzea moderního umění
- Palazzo Pretorio, románský palác z 12. století vedle dómu, se zvonicí Torre Civica ze 13. století, původně hlavní rezidence tridentského biskupa, nyní sídlo sbírky barokního chrámového malířství a sochařství
- Palazzo Salvadori, renesanční palác z roku 1515
- Palazzo Geremia, renesanční stavba s pozdně gotickým interiérem a malbami z konce 15. století
- Palazzo Lodron, palác vystavěný pro účastníky Tridentského koncilu, s bohatou renesanční freskovou výzdobou
- domy a paláce podél Via Prepositura
- budova parního mlýna, technická památka z konce 19. století

### Fotogalerie

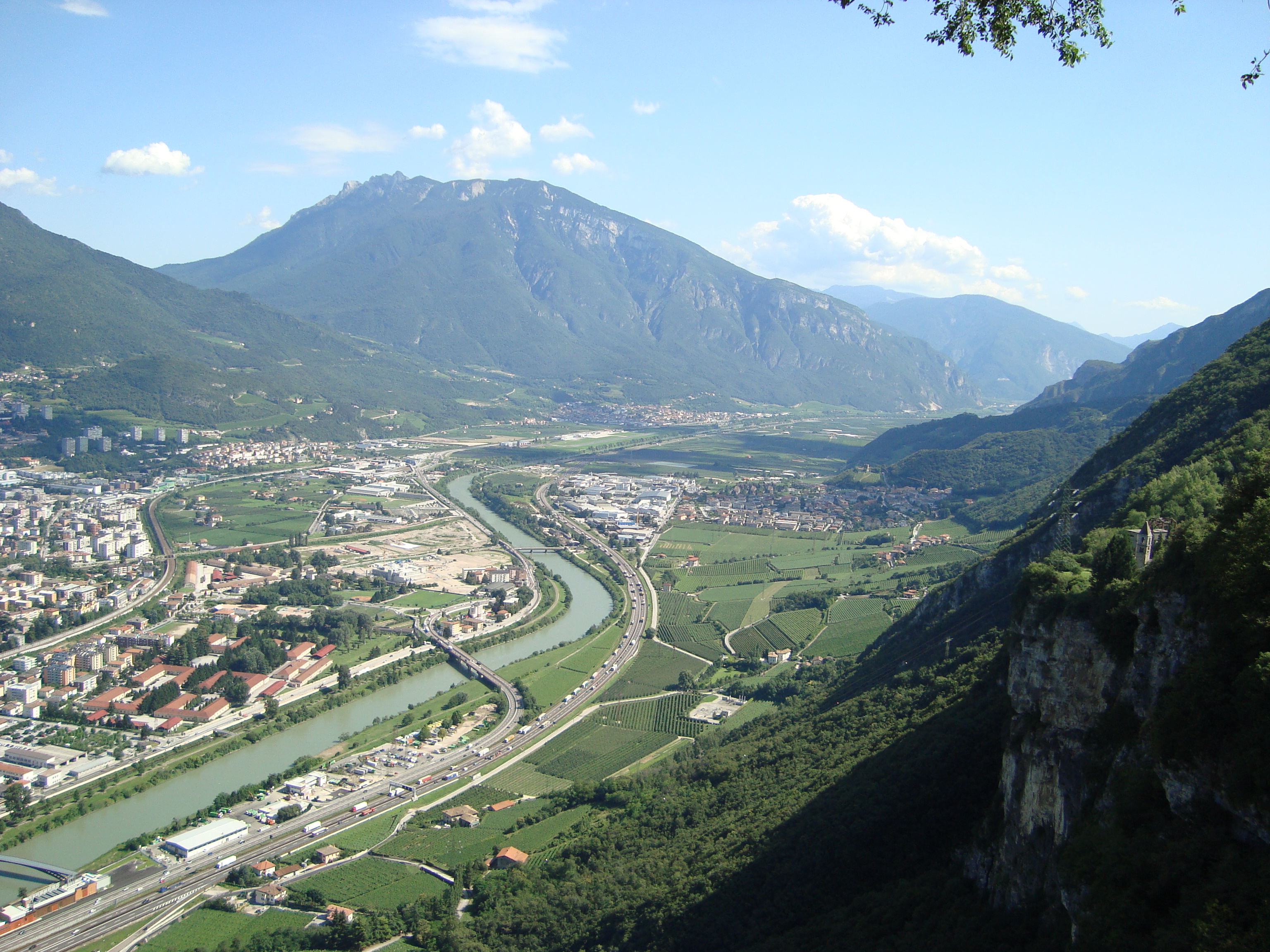
Údolí Adiže, Trento, jih
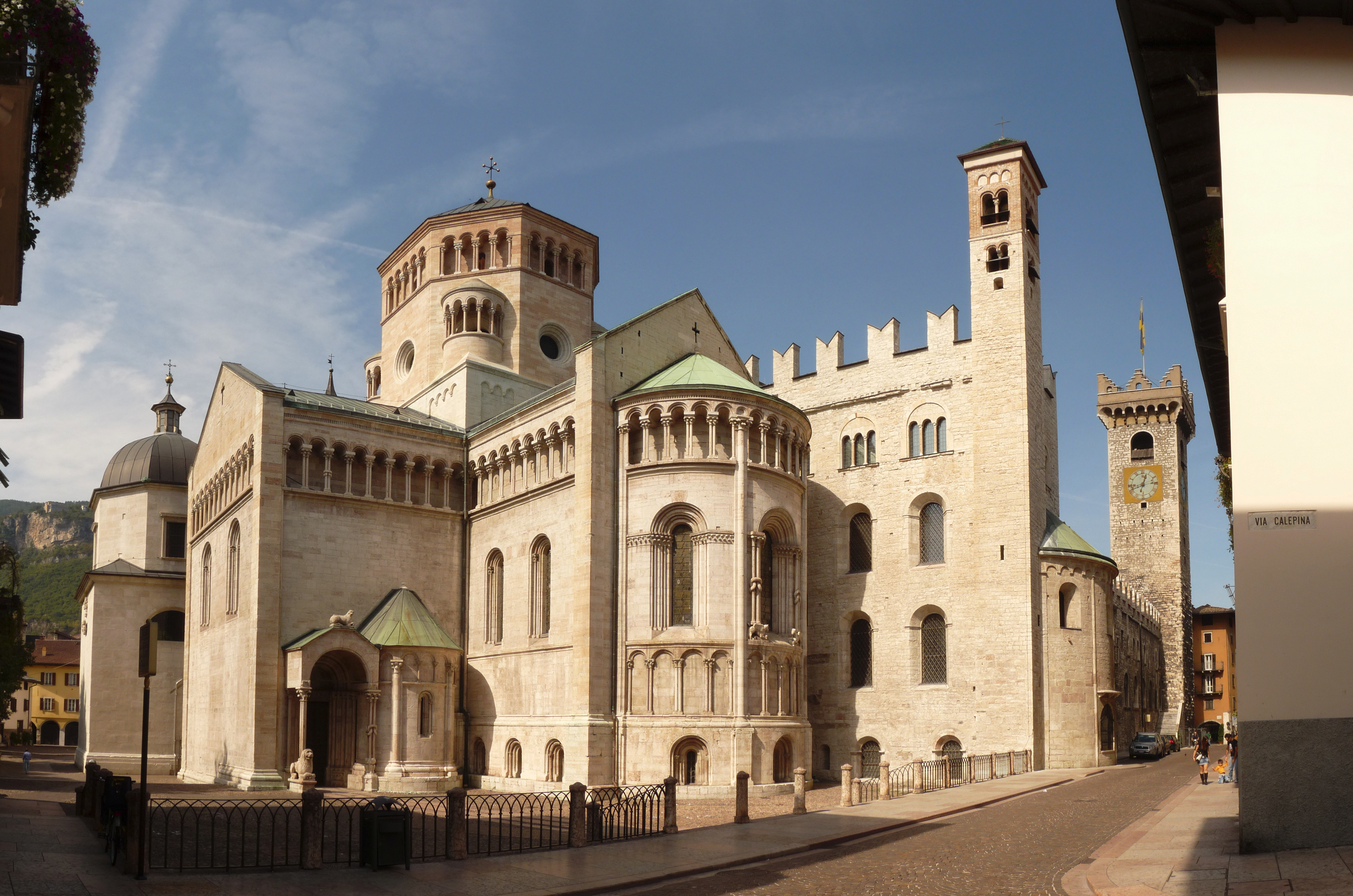
Dóm, katedrála sv. Vigilia
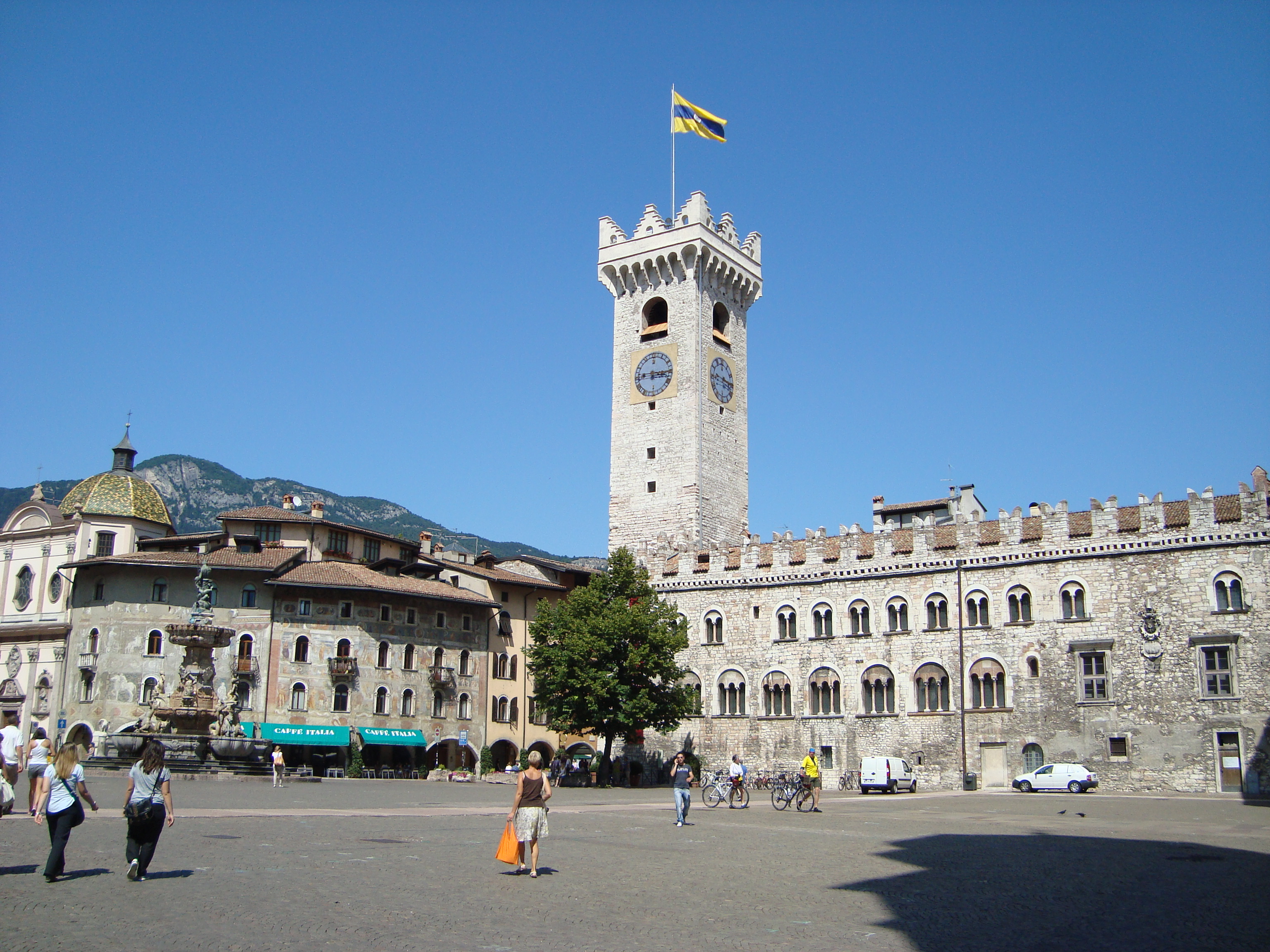
Piazza Duomo a Palazzo Pretorio
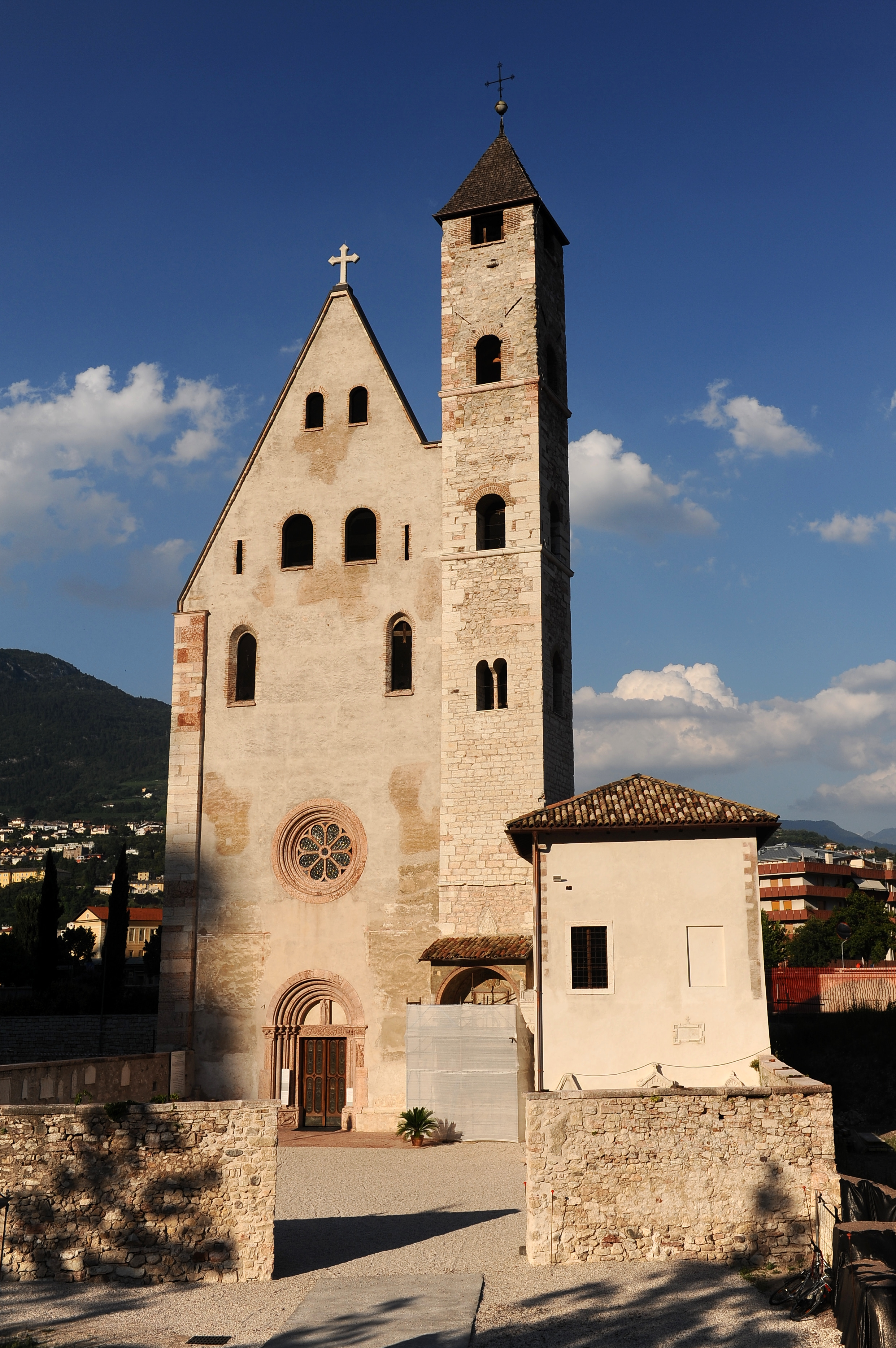
Kostel sv. Apolináře
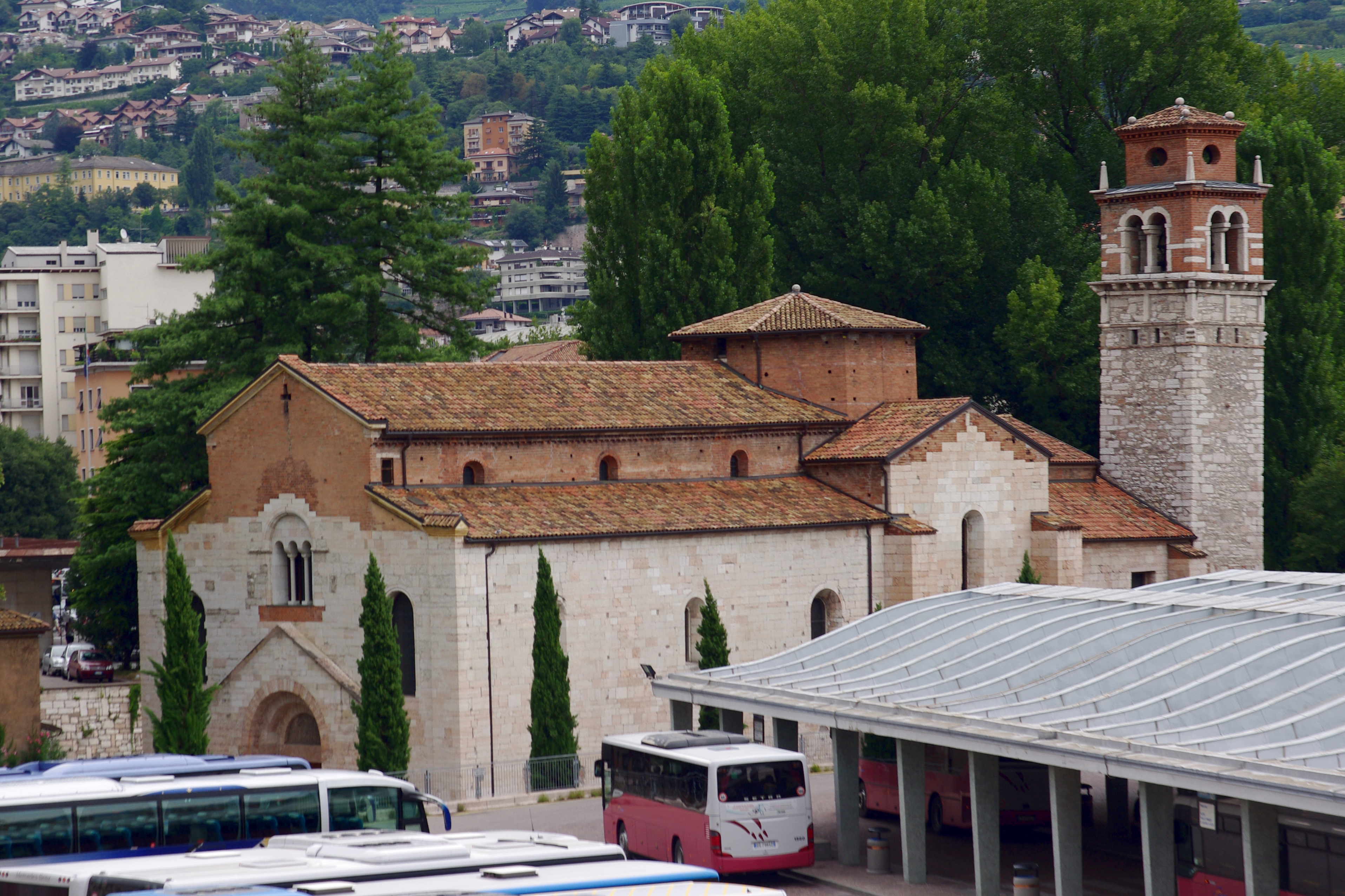
Kostel sv. Vavřince

## Vývoj počtu obyvatel
Počet obyvatel

## Osobnosti města
- Jiří III. z Lichtenštejna, činný (1390–1419), tridentský biskup a kardinál, donátor výtvarného umění
- Hippolyt Guarinoni (1571–1654), italský lékař a učenec
- Kryštof Guarinoni Fontanus (1540–1601), italský lékař a učenec v Praze
- Matyáš Gallas (1588–1647), rakouský císařský generál za třicetileté války
- Carlo Sardagna (1731–1775), jezuita
- Alois Negrelli (1799–1858), rakouský dopravní inženýr, průkopník výstavby železnic.
- Chiara Lubichová (1920–2008), italská katolická aktivistka, zakladatelka hnutí Fokoláre

## Partnerská města
- Obvod Charlottenburg-Wilmersdorf (Berlín), Německo, od roku 1966
- Donostia/San Sebastián, Španělsko, od roku 1987
- Kempten, Bavorsko, Německo, od roku 1987
- Resistencia, Argentina, od roku 2002
- Městská část Praha 1, Česko, od roku 2002
- městská část Tartuca, Siena, Itálie
- Bardolino, Benátsko, Itálie, od roku 2009
- Huatusco, od roku 2009
- Chieti, Abruzzo, Itálie, od roku 2011